# Технолошки факултет Универзитета у Новом Саду
Технолошки факултет је високошколска установа смештена у Новом Саду и део је Универзитета у Новом Саду. Факултет је основан 1959. године. Тренутна деканка је Зита Шереш.

## Историјат
Технолошки факултет у Новом Саду основан је 1959. године са циљем да пружа академско образовање технолошко-инжењерском кадру у области прехрамбеног инжењерства. Школске 1972/73. године уведени су нови смерови у области хемијског, нафтно-петрохемијског инжењерства и материјала, а школске 1978/79. године и у области хемијско-прерађивачког и фармацеутског инжењерства.
Током досадашњег постојања и рада Технолошки факултет у Новом Саду се развио у научно-образовну институцију завидне репутације, не само у Србији већ и у другим земљама. Својим високим дометима у академском образовању (основне технолошко-инжењерске студије, специјалистичке/магистарске студије, докторске студије), као и бројним публикованим научним радовима и саопштењима, пројектима, иновацијама, патентима и другим остварењима својих сарадника, Факултет је обезбедио адекватно значајно место међу елитним институцијама ове врсте.

## Студије
| Основне академске студије - Прехрамбено инжењерство - Биотехнологија - Хемијско инжењерство - Фармацеутско инжењерство - Инжењерство материјала Мастер академске студије - Прехрамбено инжењерство - Биотехнологија - Хемијско инжењерство - Фармацеутско инжењерство - Инжењерство материјала | Специјалистичке академске студије - Микробиолошка безбедност хране - Козметичка технологија Докторске академске студије - Прехрамбено инжењерство - Биотехнологија - Хемијско инжењерство - Фармацеутско инжењерство - Инжењерство материјала |

## Делатност

### Образовна делатност
Од школске 2008/09. године настава на основним академским i дипломским академским студијама на Технолошком факултету одвија се по реформисаним (Болоњским) и акредитованим програмима на пет студијских програма, од којих су три модулирана:
1. Прехрамбено инжењерство, са модулима:

- Инжењерство угљенохидратне хране
- Технологије конзервисане хране
- Контрола квалитета

1. Биотехнологија, са модулима:

- Прехрамбена биотехнологија
- Биохемијско инжењерство

1. Хемијско инжењерство, са модулима:

- Хемијско-процесно инжењерство
- Нафтно-петрохемијско инжењерство
- Еко-енергетско инжењерство

1. Инжењерство материјала
2. Фармацеутско инжењерство

Основне академске студије („бечелор”) на Факултету трају 4 године и носе 240 ЕСПБ, док дипломске академске студије ("мастер") трају још једну годину и носе 60 ЕСПБ. Образовни процес се одвија путем предавања, аудиторних, лабораторијских и погонских вежби, семинарских и других самосталних радова. Одбраном завршног рада стиче се академско звање дипломирани инжењер технологије, док се одбраном дипломског-мастер рада стиче се академско звање мастер инжењер технологије.
На Факултету се организују и докторске академске студије за стицање академског звања доктор технолошких наука на следећим студијским програмима:
1. Прехрамбено инжењерство
2. Биотехнологија
3. Хемијско инжењерство, са модулима:

- Хемијско-процесно инжењерство
- Нафтно-петрохемијско инжењерство
- Еко-енергетско инжењерство

1. Инжењерство материјала
2. Фармацеутско инжењерство

Факултет је за потребе обављања образовне делатности опремљен лабораторијама за извођење вежби, опитном халом, предаваоницама и кабинетима, компјутерским учионицама, библиотеком, читаоницом за студенте, фото-копирницом, скриптарницом, просторијом за рад студентских организација и другим пратећим просторијама.

### Научно-истраживачка делатност и сарадња са привредом
Научно-истраживачки рад на Факултету обухвата фундаментална и примењена истраживања у области прехрамбеног, хемијског, фармацеутског и биотехнолошког инжењерства. Он је организован у већем броју истраживачких мултидисциплинарних пројеката. Поред наставног и научног кадра, у научно-истраживачки рад укључени су и студенти.
Факултет, преко својих Катедри и Лабораторија развија успешну сарадњу са процесном индустријом и одговарајућим научним и развојним институцијама, а такође пружа и инжењерске и друге услуге, као што су: технолошко пројектовање, трансфер технологија, контрола квалитета, студије/експертизе, консултације, технолошко-сервисне услуге и друге.

### Међународна сарадња
| Универзитет/Факултет у иностранству                                                 | Земља                  | Правни основ                             | Област сарадње |
| ----------------------------------------------------------------------------------- | ---------------------- | ---------------------------------------- | --- |
| Универзитет у Шефилду                                                               | Велика Британија       | ТЕМПУС                                   | Контрола квалитета |
| Ирски национални универзитет                                                        | Ирска                  | ТЕМПУС                                   | Контрола квалитета |
| Универзитет у Ерлангену                                                             | Немачка                | ТЕМПУС                                   | Контрола квалитета |
| Универзитет у Готингену                                                             | Немачка                | ТЕМПУС                                   | Контрола квалитета |
| Универзитет у Палерму                                                               | Италија                | ТЕМПУС                                   | Контрола квалитета |
| Универзитет у Минху                                                                 | Португал               | ТЕМПУС                                   | Контрола квалитета |
| Универзитет у Сегедину                                                              | Мађарска               | Научна сарадња                           | - Катализа - Организација међународних конференција у области заштите средине и здравља у европском региону река Дунав-Крис-Муреш-Тиса (ДКМТ)       |
| Универзитет „Корвинус“ у Будимпешти                                                 | Мађарска               | Сарадња факултета, ЦЕЕПУС 2              | - Научно-истраживачки пројекат - Технологија шећера - Пројекат безбедне и здраве хране и животне средине у Средњој Европи                           |
| Универзитет у Дортмунду - Институт за истраживање                                   | Немачка                | /                                        | Организација интернационалне летње школе анализе животне средине (ИНФУ) у оквиру Центра за примењену спектроскопију - Пакт стабилности за ЈИ Европу |
| Западни универзитет „Васил Голдиш“ у Араду                                          | Румунија               | Универзитетски споразум                  | Организација међународних конференција у области заштите средине и здравља у европском региону река Дунав-Крис-Муреш-Тиса (ДКМТ)                    |
| Виша национална школа индустријске керамике у Лиможу                                | Француска              | Билатерална сарадња 020-705              | Грађевинска керамика |
| Институт „Јожеф Стефан“ у Љубљани                                                   | Словенија              | Билатерална сарадња                      | Нови керамички материјали |
| Универзитет у Темишвару - Институт за неорганску хемију                             | Румунија               | Сарадња између САНУ и Румунске академије | Нови керамички материјали |
| Универзитет у Токију                                                                | Јапан                  | /                                        | Супер-проводни материјали |
| Масачусетски институт за технологију - Департман за науку о материјалима            | САД                    | /                                        | Наноструктурални материјали |
| Национални центар за научна истраживања у Атини - Институт за науку о материјалима  | Грчка                  | /                                        | Наноструктурални материјали |
| Универзитет „Федерико Други“ у Напуљу                                               | Италија                | Научна сарадња                           | Слободни радикали ЕСР спектроскопија |
| Универзитет у Скопљу - Технолошко-металуршки факултет                               | Македонија             | Научна сарадња                           | Антиоксиданси ЕСР спектроскопија |
| Универзитет у Бањој Луци - Технолошки факултет                                      | Босна и Херцеговина    | ТЕМПУС                                   | - Настава на основним и последипломским студијама - Заштита животне средине - курсеви о заштити животне средине у ЕУ                                |
| Универзитет у Калмару                                                               | Шведска                | ТЕМПУС                                   | Заштита животне средине - курсеви о заштити животне средине у ЕУ                                                                                    |
| Католичка виша школа „Синт-Лиген“ у Генту                                           | Белгија                | ТЕМПУС                                   | Заштита животне средине - курсеви о заштити животне средине у ЕУ                                                                                    |
| Технички факултет у Вроцлаву                                                        | Пољска                 | ТЕМПУС                                   | Заштита животне средине - курсеви о заштити животне средине у ЕУ                                                                                    |
| Универзитет у Бихаћу                                                                | Босна и Херцеговина    | ТЕМПУС                                   | Заштита животне средине - курсеви о заштити животне средине у ЕУ                                                                                    |
| Савет за пољопривредно истраживање Јужне Африке - ЛБД институт за храну за животиње | Јужноафричка Република | Научна сарадња                           | Технологија хране за животиње |

## Организација

### Катедре
Организационе јединице Факултета које се баве образовањем, научно-истраживачким радом и преносом знања у праксу.
- Катедра за опште инжењерске дисциплине
- Катедра за примењене и инжењерске хемије
- Катедра за хемијско инжењерство
- Катедра за инжењерство угљенохидратне хране
- Катедра за инжењерство конзервисане хране
- Катедра за биотехнологију
- Катедра за нафтно-петрохемијско инжењерство
- Катедра за инжењерство материјала
- Катедра за фармацеутско инжењерство

### Акредитоване лабораторије
- Лабораторија за испитивање прехрамбених производа
- Лабораторија за амбалажу и паковање
- Лабораторија за испитивање материјала у културном наслеђу